# Thomas Warrington

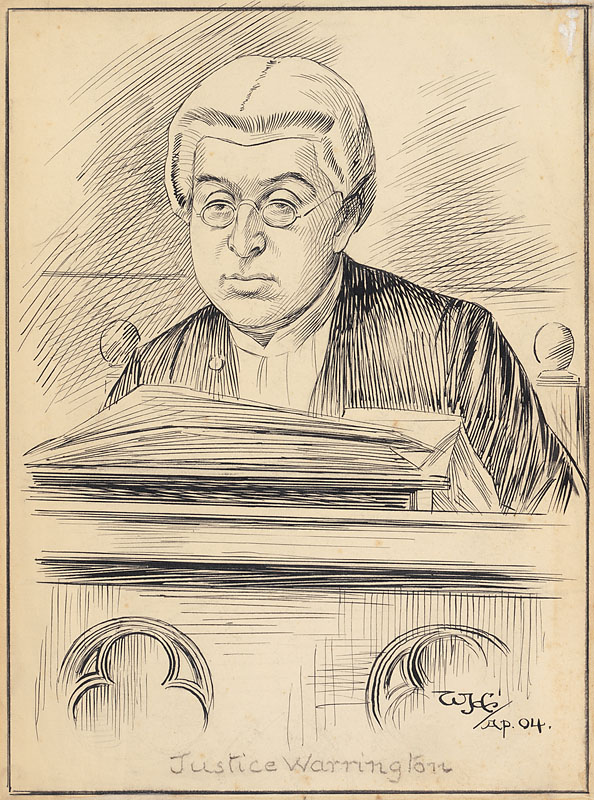
Lord Warrington of Clyffe.

Thomas Rolls Warrington, eerste baron Warrington van Clyffe PC QC (29 mei 1851 - 26 oktober 1937), beter bekend als Sir Thomas Warrington tussen 1904 en 1926, was een Brits advocaat en rechter. 
In 1904 werd hij benoemd tot rechter van de Chancery Division van de High Court of Justice, alwaar hij geridderd werd. In 1915 werd hij Lord Justice. Op zijn pensionering in 1926 werd hij verheven tot de adelstand als Baron Warrington van Clyffe, van Market Lavington in de provincie Wiltshire. 
Lord Warrington van Clyffe stierf in oktober 1937, op 86-jarige leeftijd.